# Легуотка-под-Брегмі
Легуотка-под-Брегмі (словац. Lehôtka pod Brehmi) — село, громада округу Ж'яр-над-Гроном, Банськобистрицький край, центральна Словаччина, регіон Теков. Кадастрова площа громади — 4,69 км². Протікає річка Тепла.
Населення 420 осіб (станом на 31 грудня 2017 року).

## Історія
Легуотка-под-Брегмі згадується в 1391 році.

## Населення
| Рік:            | 1994. | 2004.    | 2014.    | 2024.   |
| --------------- | ----- | -------- | -------- | ------- |
| Кількість осіб: | 324   | 372      | 414      | 397     |
| Різниця:        |       | +14,81 % | +11,29 % | -4,10 % |

| Рік:            | 2023. | 2024.   |
| --------------- | ----- | ------- |
| Кількість осіб: | 398   | 397     |
| Різниця:        |       | -0,25 % |